# Richardson-Halsbandlemming

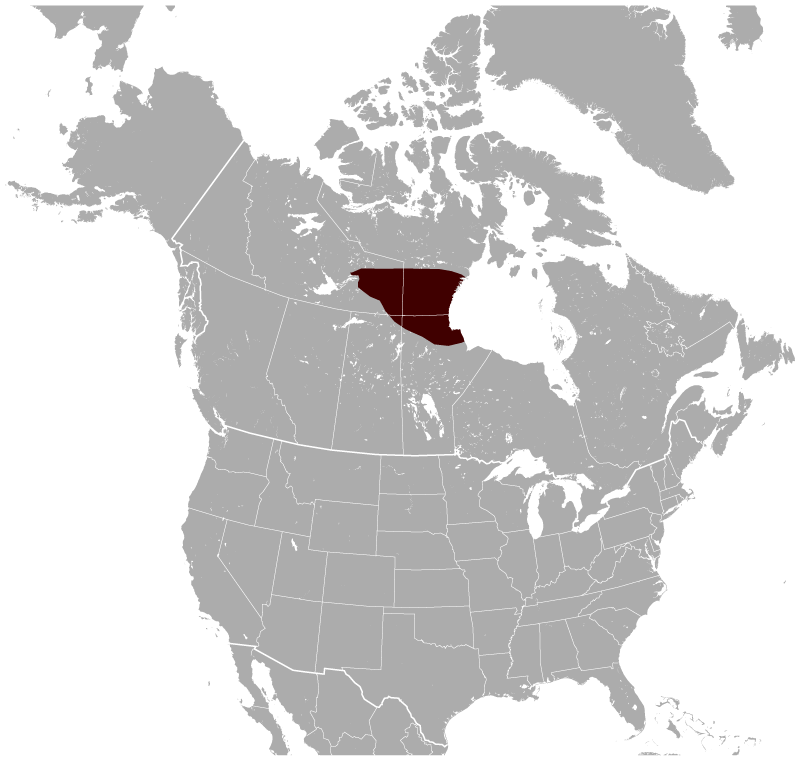
Verbreitungsgebiet des Richardson-Halsbandlemmings.

Der Richardson-Halsbandlemming oder Manitoba-Halsbandlemming (Dicrostonyx richardsoni) ist ein Nagetier in der Familie der Wühler, das in zentralen Gebieten Kanadas vorkommt.

## Merkmale
Die Art erreicht eine Gesamtlänge von 12,5 bis 17,2 cm, inklusive eines 0,9 bis 2,7 cm langen Schwanzes sowie ein Gewicht von 64 bis 120 g. Die Hinterfüße sind 1,5 bis 2,3 cm lang und die Länge der Ohren beträgt etwa 0,3 cm. Wie andere Gattungsmitglieder ist der Richardson-Halsbandlemming durch einen torpedoförmigen Körper, kurze Gliedmaßen sowie kleine Augen und Ohren gekennzeichnet. Im Herbst beginnen die langen weißen Winterhaare zu wachsen, die eine graue Basis besitzen, welche gelegentlich durchscheint. Als weitere Anpassung an den Winter bilden sich am dritten und vierten Finger größere Kissen, die von einer schaufelförmigen Kralle bedeckt sind. Laut einer anderen Quelle beträgt die maximale Gesamtlänge 14,8 cm und das Gewicht variiert zwischen 45 und 72 g.
Das kürzere Sommerfell besteht oberseits aus braunen Haaren mit einer mehr oder weniger deutlichen roten Spitze, was ein gesprenkeltes Aussehen erzeugt. Zusätzlich kommt ein dunkler Aalstrich vor, der schmaler als bei anderen Halsbandlemmingen ist. Die Unterseite ist von hellbraunem Fell mit verschiedenen rötlichen Bereichen bedeckt. Das namensgebende Halsband ist bei vielen Exemplaren nur ein roter Fleck auf der Kehle, obwohl manche Individuen ein geschlossenes Band haben. Der Schwanz ist oberseits dunkel, unterseits hellbraun und an der Spitze mit einer kleinen weißen Quaste ausgestattet. Pro Kieferhälfte kommen ein Schneidezahn, kein Eckzahn, kein Prämolar und drei molare Zähne vor, was zusammen 16 Zähne ergibt.

## Verbreitung
Das Verbreitungsgebiet liegt westlich der Hudson Bay in der Provinz Manitoba sowie in den Gebieten Nunavut und Nordwest-Territorien. Es reicht mindestens bis zum Großen Sklavensee, obwohl die exakte westliche Grenze nicht festgestellt ist.

## Lebensweise
Der Richardson-Halsbandlemming hält sich in offenen und trockenen Bereichen der Tundra auf, feuchte und bewaldete Regionen werden nur bei starkem Populationsdruck besiedelt. Sie graben ihre Baue in verschiedenen Substraten, bevorzugen allerdings trockene und steinige Sandböden. Diese Baue nutzen sie vor allem zum Ausruhen und um potenziellen Beutegreifern zu entkommen. Sie sind sowohl tag- wie auch nachtaktiv, wobei die Aktivitäten um Mitternacht und am frühen Morgen nachlassen. Sie sind zudem das gesamte Jahr über aktiv. Die Tiere ernähren sich von grüner Vegetation, Blüten, Beeren, Knospen, Wurzeln und Weidenrinden.
Die Fortpflanzung erfolgt während des gesamten Jahres, wobei vor allem im Herbst und Winter in der Regel keine oder nur bei starker Populationsentwicklung Würfe vorkommen. Die Männchen sind polygyn und verpaaren sich entsprechend mit mehreren Weibchen. Sie sind im Gegensatz zu den Weibchen nicht territorial und ihre Aktivitätsräume überlappen in der Regel mit denen mehrerer Weibchen und Männchen. Die Tragzeit beträgt 20 bis 21 Tage und die Weibchen gebären zwischen einem und acht Jungtieren pro Wurf. Dabei nutzen sie zur Aufzucht in der Regel einen Bau nahe der Grenze ihres Aktionsbereiches. Bei einem in Gefangenschaft gehaltenen Paar konnten 17 direkt aufeinander folgende Würfe beobachtet werden. Vatertiere beteiligen sich unter Umständen an der Aufzucht des Nachwuchses, etwa durch Fellpflege und Schutz. In den ersten fünf Tagen verlassen die Jungen selten das Nest. Die Augen öffnen sich mit etwa 11 bis 15 Tagen, was zu einer stärkeren Erkundung der Umgebung führt. Mit 16 bis 20 Tagen sind die Jungen weitgehend unabhängig. Innerhalb der Populationen kann es zu starken Schwankungen der Bestände kommen, wobei ein Rhythmus von 2,8 bis vier Jahren zwischen den Bestandsmaxima ermittelt wurde. Die Tiere treten als Zwischenwirt für einzelne Kokzidien wie etwa Sarcocystis  auf.

## Systematik
Der Richardson-Halsbandlemming wird als eigenständige Art innerhalb der Halsbandlemminge (Gattung Dicrostonyx) innerhalb der Wühlmäuse anerkannt. Die wissenschaftliche Erstbeschreibung erfolgte durch den amerikanischen Naturforscher Clinton Hart Merriam im Jahr 1900, der die Art bereits unter dem Namen Dicrostonyx richardsoni einführte. Merriam beschrieb sie von Individuen aus der Region um Fort Churchill in Manitoba, Kanada. Er wurde zeitweise dem Nördlichen Halsbandlemming (Dicrostonyx groenlandicus) als Unterart zugewiesen, später jedoch aufgrund karyologischer Daten und Paarungsstudien als eine von insgesamt sechs Arten in Nordamerika anerkannt.
Die Art ist nach dem schottischen Naturforscher John Richardson benannt.
Einzelne Fossilfunde aus den US-Bundesstaaten Iowa und South Dakota, die in das Maximums der letzten Kaltzeit vor rund 20.000 Jahren datieren, wurden ursprünglich dem Echten Halsbandlemming (Dicrostonyx torquatus) zugewiesen. Hier ergaben DNA-Studien, dass die Funde wohl eher dem Richardson-Halsbandlemming zugeordnet werden müssen. Demnach trat die Art zu jener Zeit weiter südlich in Nordamerika auf. Die damaligen Landschaftsräume dort südlich der Grenze des Laurentidischen Eisschilds ähnelten mit ihrer Gebüschtundra weitgehend denen, die die heutigen Vertreter westlich der Hudson Bay nutzen.

## Status
Wie bei anderen Halsbandlemmingen schwankt die Bestandsgröße von Jahr zu Jahr. Zeitweilig können 25 Exemplare pro Hektar angetroffen werden. Für die Art sind keine Bedrohungen bekannt. Sie wird von der IUCN als nicht gefährdet (least concern) gelistet.